# ابرشتت
ابرشتت (به آلمانی: Eberstedt) یک شهر در آلمان است که در تورینگن واقع شده‌است. ابرشتت ۲۲۴ نفر جمعیت دارد.